# トリメチルアミン-N-オキシドレダクターゼ
トリメチルアミン-N-オキシドレダクターゼ（trimethylamine-N-oxide reductase）は、メタン代謝酵素の一つで、次の化学反応を触媒する酸化還元酵素である。
NADH + H+ + トリメチルアミン-N-オキシド {\displaystyle \rightleftharpoons } NAD+ + トリメチルアミン + H2O
反応式の通り、この酵素の基質はNADHとH+とトリメチルアミン-N-オキシド、生成物はNAD+とトリメチルアミンとH2Oである。
組織名はNADH:trimethylamine-N-oxide oxidoreductaseで、別名にtrimethylamine oxide reductase、TMAO reductase、TORがある。